# Thespesia grandiflora
Thespesia grandiflora (nombre común en Puerto Rico: maga) es un árbol de la familia Malvaceae del orden Rosidae, ampliamente distribuido en Puerto Rico dónde es endémico.
Proveniente de las montañas húmedas de caliza de las zonas oeste y norte centrales de la isla, hoy crece en todo Puerto Rico debido a su cultivo extenso. También se usa como árbol ornamental en Florida, Hawái, Honduras y en varias islas caribeñas. La maga es utilizada como una planta ornamental, pero la madera del árbol es valorada por su larga duración. La flor del árbol, conocida como flor de maga, es la flor nacional oficial de Puerto Rico, según Ley Núm. 87-2019 del 1.º de agosto de 2019.
1. ↑  «{{{nombre}}}». Germplasm Resources Information Network (GRIN) online database.
2. ↑  La Reforestacion Gubernamental en Puerto Rico.
3. ↑  Thespesia grandiflora DC. (maga).
4. 1 2  Thespesia grandiflora (DC.)

. La flor es denominada hibiscus, a pesar de que pertenece a una tribu diferente, género, y especie del verdadero Hibiscus. El árbol de maga normalmente crece más de 20 metros. Se cultiva por la madera y como planta ornamental.